# 馬弗京軍校學生軍團

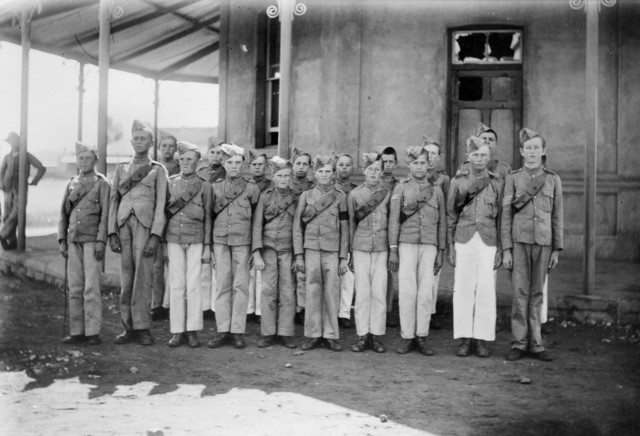
馬弗京軍校學生，其領導人瓦勒·固特異士官長在其照片右側

馬弗京軍校學生軍團（Mafeking Cadet Corps）是在南非第二次布爾戰爭中，一群軍校學生所組成的軍團。這個軍團時常被視為童軍運動的濫觴，因為它成為羅伯特·貝登堡在1907年創立童軍運動時的靈感之一。
在第二次布爾戰爭中，馬弗京戰役經歷了127天左右。羅伯特·貝登堡當時為英國陸軍上校，奉命防守馬弗京。因為在這個城鎮中的人力不足，青少年被用來支援部隊、傳訊和協助醫院。
這個軍團是由一群低於兵役年齡的白人男孩自願者所組成。領導者為13歲的沃納·古德伊爾（Warner Goodyear），後來成為士官長。這些學生穿著卡其色制服和寬邊在一側的帽子，以及蘇格蘭船形便帽；這座城鎮的人經常談論起他們的機靈敏捷。